# سیارک ۶۱۵۸
سیارک ۶۱۵۸ (به انگلیسی: 6158 Shosanbetsu، نامگذاری:1991VB3) شش هزار و صد و پنجاه و هشتمین سیارک کشف شده‌است که در ۱۲ نوامبر ۱۹۹۱ کشف شد.
قدر مطلق سیارک برابر ۲۹.۵ است.